# Фіаха Кеннфіннан
Фіаха Кеннфіннан — (ірл. — Fiacha Cennfinnán, Fiacha Ceannfhionnán) — Фіаха Мала Біла Голова — верховний король Ірландії з племені Фір Болг. Час правління (згідно середньовічної ірландської історичної традиції): 1502—1497 до н. е. (згідно «Історії Ірландії» Джеффрі Кітінга) або 1922—1917 до н. е. згідно хроніки Чотирьох Майстрів. Син Старна (ірл. — Starn), онук Рудрайге (ірл. — Rudraige). Захопив владу скинувши з трону свого двоюрідного діда Сенганна (ірл. — Sengann). Правив Ірландією протягом 5 років. Був вбитий Рінналом (ірл. — Rinnal) — сином Генанна (ірл. — Genann).